# Astfala
Astfala war eine sächsische Gaugrafschaft und ein Teil der sächsischen Provinz Ostfalen. An anderer Stelle wird der Gau auch Hastfala, Hastfalagau, Astfalia, Ostfala, Ostphalah oder auch Ostfalengau genannt. Astfala war der am dichtesten besiedelte und größte Gau Ostfalens. Später war er Teil des Hochstifts Hildesheim.

## Geographische Lage

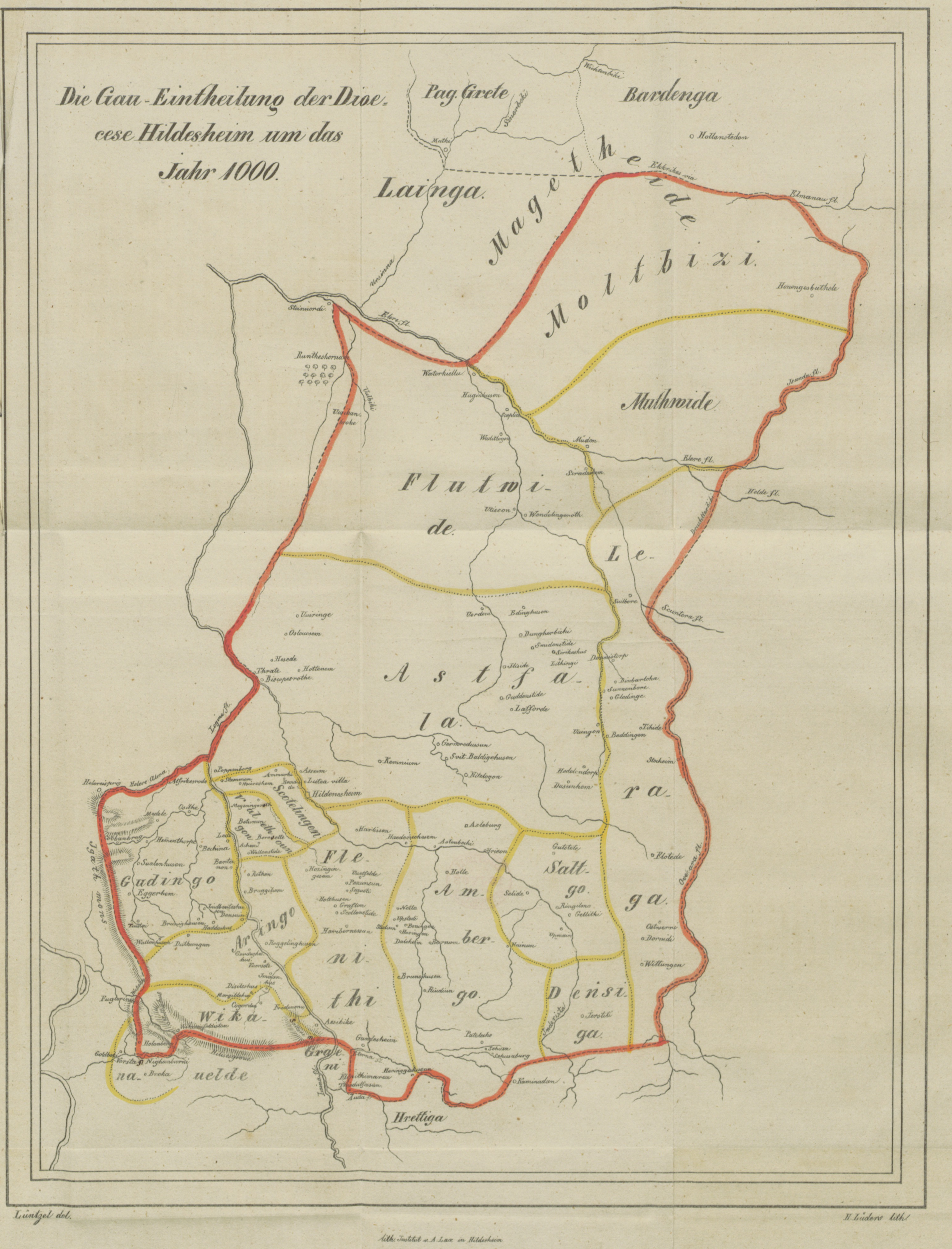
Astfala auf einer Karte der Gaueinteilung des Bistums Hildesheim um das Jahr 1000

Astfala lag im heutigen Niedersachsen in der Umgebung der Stadt Hildesheim. Der weitläufige Gau umfasste die Gegend um Hildesheim, bis auf die Gebiete um Ruthe und Koldingen (Pattensen). Er erstreckte sich in das Hannoversche und bis in den Raum Peine. Er lag westlich von Braunschweig, zwischen den Flüssen Leine und Fuhse. Im Osten grenzte er an den Liergau, der zwischen der Oker und der Fuhse lag, im Südosten an den Salzgau und im Norden an die Gaugrafschaft Flutwidde.

## Grafen im Ostfalengau
- Ekbert vom Ambergau (auch Ekbert der Einäugige; um 932–April 994), Graf im Hastfalagau (Billunger)
- Tammo (auch Thankmar; um 960–1037), Graf in Astfala und Hessengau, Bruder des Bischofs Bernward von Hildesheim